# 温斯顿县 (亚拉巴马州)
溫斯頓县（英語：Winston County）是美國阿拉巴馬州西北部的一個縣。面積1,637平方公里。根據美國2000年人口普查，共有人口24,843人。縣治達布爾斯普林斯（Double Springs）。
成立於1850年2月12日，原名漢考克縣（Hancock County，紀念《美國獨立宣言》首名簽署者約翰·漢考克）。縣名在1858年1月22日改為現在的名稱，以紀念州長約翰·A·溫斯頓（John Anthony Winston）。本縣為一禁酒的縣。
在美國內戰期間拒絕加入南方陣營而宣佈獨立，史稱溫斯頓共和國，故今日有「溫斯頓自由州」之稱。

## 地理
该县东南部是渔获丰富的路易斯斯密斯湖。